# Remember When (bài hát của Alan Jackson)
"Remember When" là một bài hát sáng tác và thu âm bởi nghệ sĩ nhạc đồng quê Alan Jackson. Phát hành vào tháng 10 năm 2003, là đĩa đơn thứ hai và cuối cùng trong album tổng hợp Greatest Hits Volume II. Nó giành được vị trí thứ nhất trong hai tuần trên bảng xếp hạng Billboard Hoa Kỳ Hot Country Songs vào tháng 2 năm 2004 và đứng thứ 29 trên bảng xếp hạng Billboard Hot 100. Bài hát sau đó đã trở thành một trong những bài hát được yêu thích nhất của Jackson.

## Nội dung
Trong "Remember When", Jackson nhìn lại cuộc đời của ông bên cạnh người vợ của mình. Ông mô tả tình yêu của ông và vợ ngay từ lần đầu tiên họ gặp nhau. Qua việc nuôi dạy con cái, ông cũng mô tả cách ông và vợ sẽ "nhớ mãi" những đứa trẻ khi chúng còn nhỏ ngay cả khi họ đã già.

## Video âm nhạc
Video âm nhạc đạo diễn bởi Trey Fanjoy và được công chiếu trên CMT vào ngày 12 tháng 1 năm 2004. Nó thể hiện cảnh Jackson hát bài hát khi ông đang ngồi trên một chiếc ghế đẩu và chơi đàn guitar, trong khi những đoạn phim và hình ảnh về thời thơ ấu của Jackson được phát ở phía sau. Một số cảnh quay cho thấy ông đang khiêu vũ với người vợ Denise của mình.

## Bảng xếp hạng
| Bảng xếp hạng (2003–2004)            | Vị trí cao nhất |
| ------------------------------------ | --------------- |
| Hoa Kỳ Hot Country Songs (Billboard) | 1               |
| Hoa Kỳ Billboard Hot 100             | 29              |

| Bảng xếp hạng năm 2004           | Vị trí |
| -------------------------------- | ------ |
| Hoa Kỳ Billboard Hot 100         | 82     |
| Hoa Kỳ Country Songs (Billboard) | 2      |

## Chứng nhận
| Quốc gia                                                    | Chứng nhận  | Số đơn vị/doanh số chứng nhận |
| ----------------------------------------------------------- | ----------- | ----------------------------- |
| Hoa Kỳ (RIAA)                                               | 4× Platinum | 4.000.000‡                    |
| ‡ Chứng nhận dựa theo doanh số tiêu thụ và phát trực tuyến. |             |                               |